# Ctenacodon
Ctenacodon és un gènere extint de mamífers multituberculats de la família dels al·lodòntids que visqueren a Europa i Nord-amèrica entre el Juràssic superior i el Cretaci inferior. Se n'han trobat restes fòssils als Estats Units i el Regne Unit. Destaca per la seva combinació de caràcters primitius (dents molars amb poques cúspides i esmalt senzill) amb adaptacions especialitzades (premolars inferiors avançades i amb una alta capacitat de tall). Les quartes premolars inferiors tenien set o vuit cúspides. El nom genèric Ctenacodon significa 'dent [amb forma] de pinta'.